# Billy Diamond
Pour les articles homonymes, voir Diamond.
Billy Diamond  (Rupert House (Québec), 17 mai 1949 - Waskaganish (Québec), 30 septembre 2010,) est un homme politique, éducateur et homme d'affaires cri. Il est le chef de bande de la communauté crie de Waskaganish de 1970 à 1976. Il participe aux discussions menant à la Convention de la Baie-James et du Nord québécois en 1975, dont il fut l'un des signataires.

## Biographie
Leader historique de la nation crie, il est le grand chef des Cris, de 1974 à 1984 et participe aux conférences constitutionnelles de 1982 et 1983 comme représentant des Cris du Québec et de l'Assemblée des Premières Nations. Ces conférences permettent d'importants changements au chapitre des droits des autochtones.
Il est également associé à plusieurs entreprises locales et régionales. Il est notamment fondateur et président d'Air Creebec, et vice-président de Cree Co. et de la Société de construction crie (Québec). Il est également actif au sein de la Société crie de logement, organisme sans but lucratif qui a construit plus de 500 habitations dans les localités cries de la Baie James, ainsi que des infrastructures communautaires.

## Contexte historique concernant le projet d’Hydro-Québec
Tout d’abord, dès le début de la concrétisation du projet hydroélectrique de la Baie-James, en 1971, et tout au long du projet, les autochtones et des groupes de pressions qui les appuient, contestèrent la réalisation du projet d'Hydro-Québec. Dès lors, le projet de la Baie-James devient un lieu de recherche pour des scientifiques et des environnementalistes de l’époque. Les scientifiques et les environnementalistes dénoncent ce projet, car selon eux, il y a des conséquences néfastes sur les êtres vivants et leur milieu. La faune et la flore en seraient également très affectées. Selon les scientifiques et les environnementalistes, la réalisation du projet d'Hydro-Québec aurait également un impact négatif sur le mode de vie des Cris. Les Cris sont également très inquiets en ce qui a trait à leur environnement. Les dires des scientifiques et des environnementalistes et les différentes nouvelles concernant le projet apporté par la population servent de défense pour la nation crie. À l’aide des impacts négatifs sur la faune et la flore que des scientifiques et environnementalistes ont ressortis ainsi qu’à l’aide de ce qui était reporté par la population, les Cris font pression sur l’État pour que leurs droits concernant leurs territoires ancestraux soient reconnus. Cependant, le premier ministre Robert Bourassa est extrêmement réticent à recevoir les autochtones pour écouter leur point de vue

## L’objectif visé par le barrage hydroélectrique de la Baie-James
Le but du barrage hydroélectrique du Québec, lancé par Robert Bourassa ainsi que le Parti libéral du Québec en 1971, était de favoriser le développement du Québec de manière que l’industrialisation soit encouragée. Ce barrage hydroélectrique avait également pour but de garantir l’avenir de l’électricité au Québec à la suite d'une très grande augmentation de demande d’électrification. Par ailleurs, les centrales hydroélectriques de la Baie-James étaient également avantageuses pour les nombreuses ressources naturelles exploitables. Ce projet résulte de la Révolution tranquille. Étant donné que ce projet rallie une bonne partie de la population québécoise, les personnes politiques qui avaient la charge du projet ainsi que les gouvernants d’Hydro-Québec débutent le projet sur le territoire des Cris et des Inuits sans leur consentement.

## L’arrêt des travaux pour le projet hydroélectrique
En 1973, James A O’Reilly présente une injonction à la Cour supérieure afin d’interrompre le projet de la convention de la Baie-James. Billy Diamond, les Cris ainsi que les Inuits ont fait arrêter le projet de la Baie-James tout en réussissant à obtenir de la Cour supérieure du Québec, dirigée par le juge Robert Malouf, l’obligation d’arrêter les travaux de la Baie-James de façon temporaire sur la justification de l’existence des droits des Cris et des Inuits. Cependant, dans cette même année la Cour suprême du Canada confirme l’existence des droits des autochtones sur un territoire du fait qu’ils l’occupaient et l’utilisaient avant les Européens. Ces droits sur les territoires ancestraux des Cris obligent le gouvernement fédéral à réaliser une nouvelle politique visant à admettre quelques droits autochtones liés à «l’occupation et l’utilisation traditionnelle de terres ancestrales n’ayant jamais fait l’objet d’un traité ou d’une cession quelconque» .

## Le rôle de Billy Diamond dans la convention de la Baie-James
Le projet de la convention de la Baie-James était pour Billy Diamond et les Cris une lutte énorme et constante. Pour celui-ci, ce projet n’impliquait pas seulement la protection ainsi que la sauvegarde du mode de vie des Cris. Cette lutte consistait en grande partie à la conservation de la population crie. Billy Diamond en compagnie d’autres chefs ont réussi à faire reconnaître le droit des Cris en arrêtant le projet sur la convention de la Baie-James. Le 15 novembre 1975, l’ordre du juge Malouf fut aboli par la cour d’appel du Québec. Le jugement Robert Malouf de la Cour supérieure du Québec donne raison aux Cris en ce qui concerne les droits territoriaux des autochtones. L’arrêt des travaux est alors exécuté. Étant donné que l’arrêt des travaux de la Baie-James coûte très cher, soit un demi-million de dollars par jour, et que plus de 4000 employés sont en chômage, la convention de la Baie-James se sert de cet argument pour faire renverser le verdict de la cour d’appel. Malgré le bref arrêt des travaux, leurs droits étaient désormais bel et bien reconnus non seulement par le gouvernement, mais également par Hydro-Québec. Étant donné la décision de la Cour suprême du Canada, qui était de poursuivre les travaux, Billy Diamond, Robert Kanatewat, Philip Awashish et d’autres dirigeants comme Smally Petawabano et Lawrence Jimiken, ont pris la décision de voir s’il était possible d’allier la nation crie avec les différents projets du gouvernement du Québec et du Canada afin d’assurer la durabilité de la convention de la Baie-James tout en respectant le désir des Cris concernant leurs droits ancestraux ainsi que leur mode de vie. Le Québec offre 100 millions de dollars à la nation crie afin que ceux-ci acceptent finalement le projet de la convention de la Baie-James. Les Cris ne voulaient pas de cet argent, ils voulaient simplement que leurs droits de chasse et de pêche soient finalement reconnus tout comme leurs droits territoriaux. Billy Diamond refusait d’abandonner et les investissements étaient beaucoup trop élevés afin de pouvoir négocier quelque chose avec le gouvernement. Donc, en 1973, Billy Diamond rassembla la population crie afin de voir avec eux quel serait leur avenir en tant que population autochtone. Finalement, la nation crie donna son autorisation au chef d’état et les négociations en ce qui concerne la convention de la Baie-James débutèrent .
Pour terminer, en 1975, étant donné la poursuite des travaux, les Cris n’ont finalement pas eu le choix de négocier. Le 15 novembre 1975, l’entente avec la nation crie et le gouvernement du Québec fut finalement signée. Les deux parties s’entendent pour que le Gouvernement du Québec verse une indemnité de 225 millions de dollars à la nation crie. Par ailleurs, cette entente définit les droits des autochtones. Ils ont désormais encore le droit de chasser ainsi que de pêcher tout en participant au développement et en gérant leur collectivité. Cependant, les ententes prises ne leur donnent pas de droits face à leurs territoires ancestraux.

## Honneurs
- 1987 - Chevalier de l'Ordre national du Québec

## Toponymie
En 2020, la route de la Baie James est renommée la route Billy-Diamond en son honneur,. Cette route de 620 km relie Matagami à Radisson et rend accessible plusieurs communautés cries (Waskaganish, Eastmain, Wemindji, Chisasibi et Nemaska).

#### Ouvrages
- (en) Roy MacGregor, Chief : the fearless vision of Billy Diamond, Markham, ON, Viking, 1989, 297 p. (ISBN 0-670-82735-5)
- Notices d'autorité :   - VIAF
  - ISNI
  - LCCN
  - GND
  - NUKAT
  - WorldCat

#### Articles et périodiques
- James A. O’Reilly, « Oraison funèbre pour le Grand Chef Dr Billy Diamond », Recherches amérindiennes au Québec, vol. 39, no 4,‎ 2009, p. 119-122
- Stéphane Savard, « Les communautés autochtones du Québec et le développement hydroélectrique : un rapport de force avec l’État, de 1944 à aujourd’hui », Recherches amérindiennes au Québec, vol. 39, no 4,‎ 2009, p. 47-60.
- (en) Coll., « Chief Billy Diamond 1949-2010 », Nation, vol. 17, no 25,‎ 22 octobre 2010.

#### Émissions et documentaires
- Radio-Canada, Tout le monde en parlait, «L'aventure de la baie James», 2006, 23min16sec. URL : https://curio.ca/fr/video/laventure-de-la-baie-james-3814/